# رنو در فرمول یک
رنو از سال ۱۹۷۷ در گراندپری، بریتانیا فعالیت خودش را به عنوان یکی از تیم‌های شرکت‌کننده و با حضور یک اتومبیل به رانندگی ژان پیر ژابوی در سری مسابقه‌های فرمول یک به جهان معرفی کرد، تیم رنو در این فصل در چهار مسابقه دیگر نیز شرکت کرد، اما موفق به کسب هیچ امتیازی نشد.

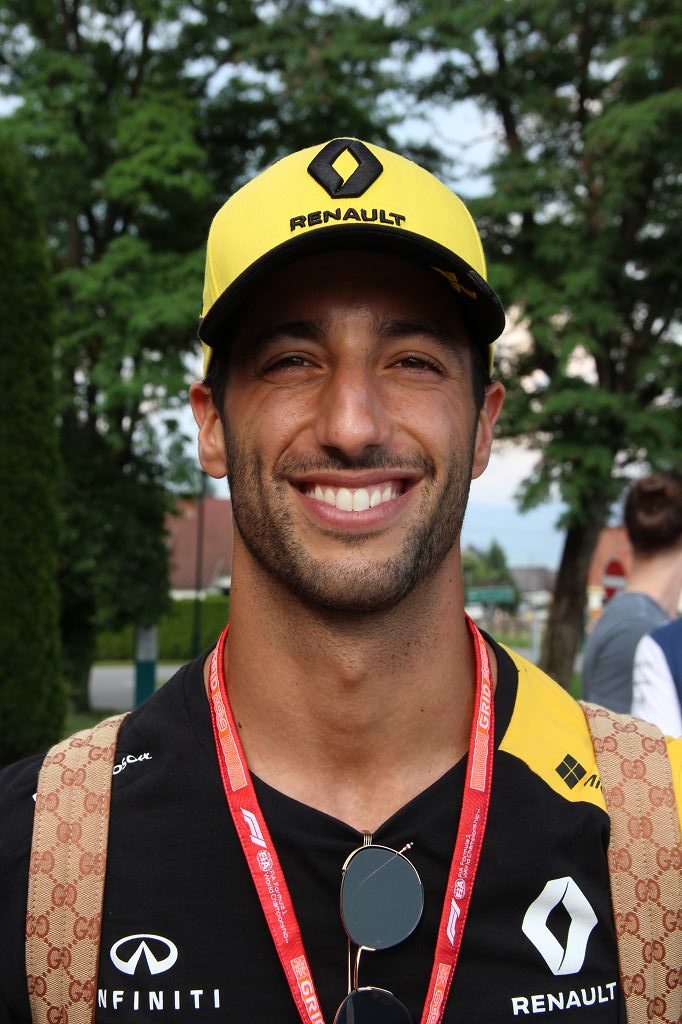
دنیل ریکاردو توانست در سال ۲۰۲۰ بعد از سال ۲۰۱۱ ماشین رنو را روی سکو ببرد

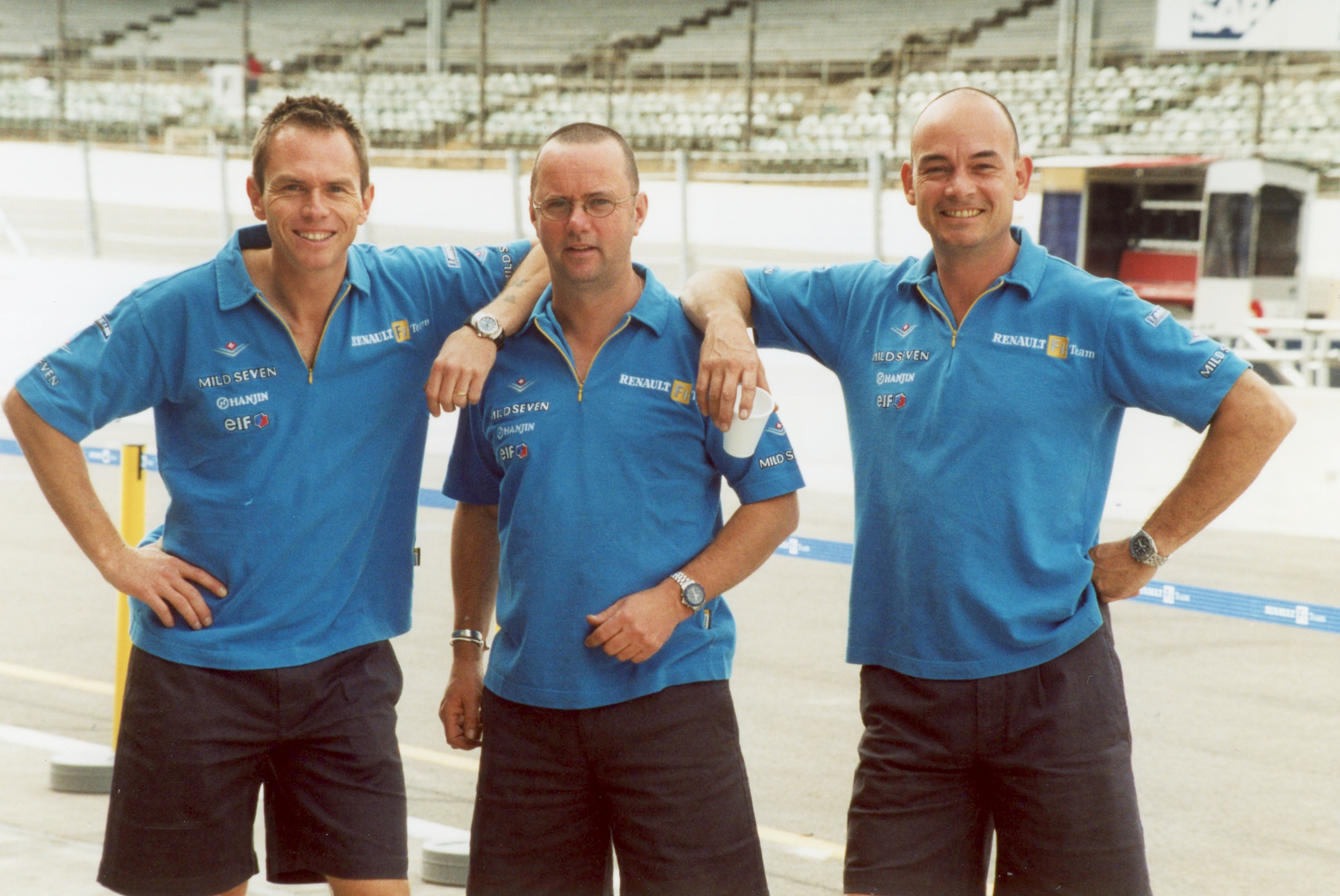
اعضای رنو در سال ۲۰۰۲.

## رنو در سال ۱۹۷۸
ژابوی در گراندپری ابالات متحده در واتکینز گلن به مقام چهارم رسید و حداقل امتیازهای تیم را در این فصل به دست آورد.

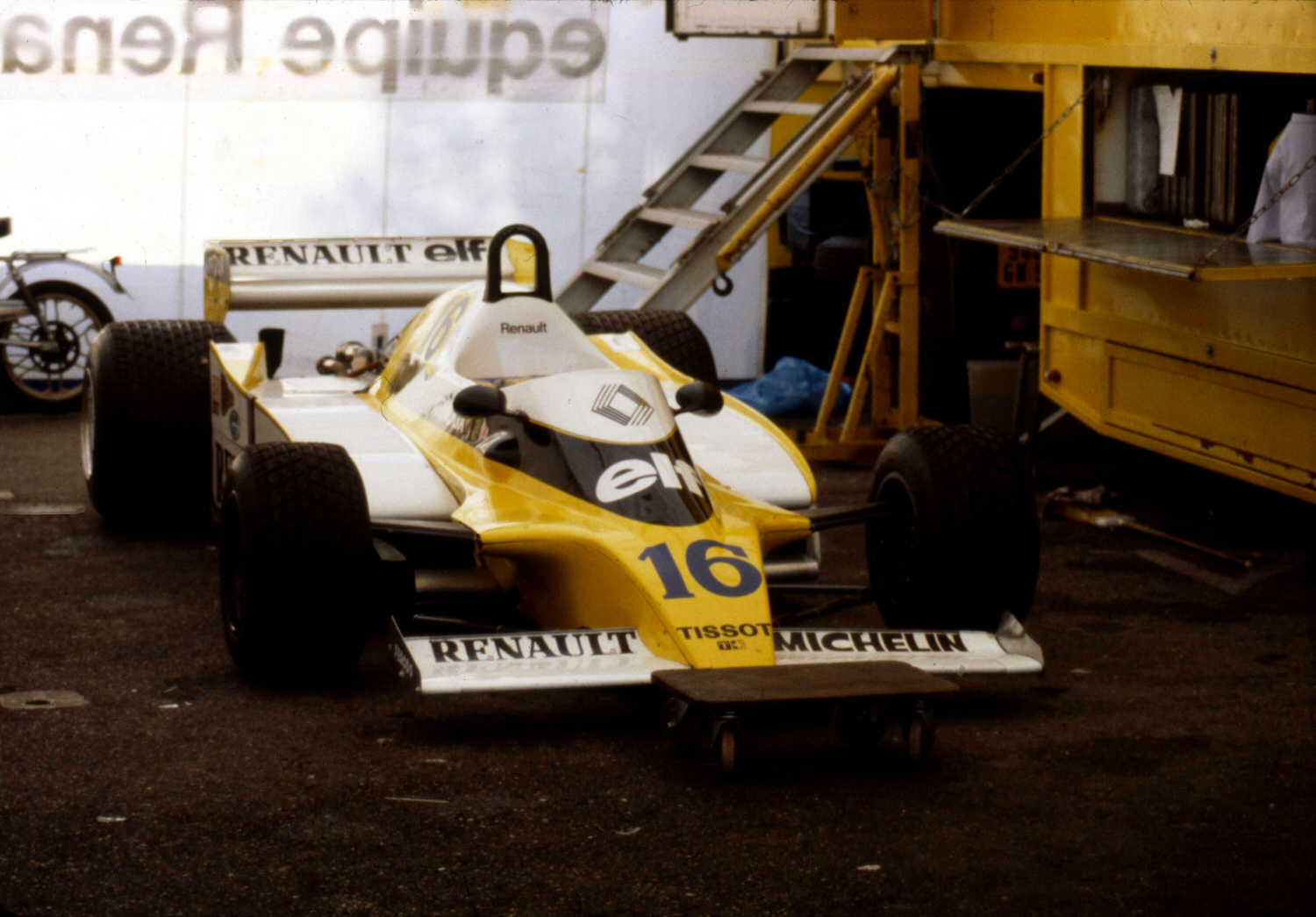
The Renault RS10 was the first turbocharged car to win a Grand Prix.

## رنو در سال ۱۹۷۹
ژان پی یر ژابوی اولین پیروزی را برای تیم رنو – و سیستم توربوشارژر – در مسابقه گراندپری فرانسه به دست آورد و رنه آرنو، هم تیمی وی به مقام سوم دست پیدا کرد. تیم رنو این فصل را با کسب مقام ششم قهرمانی سازندگان به اتمام رساند.

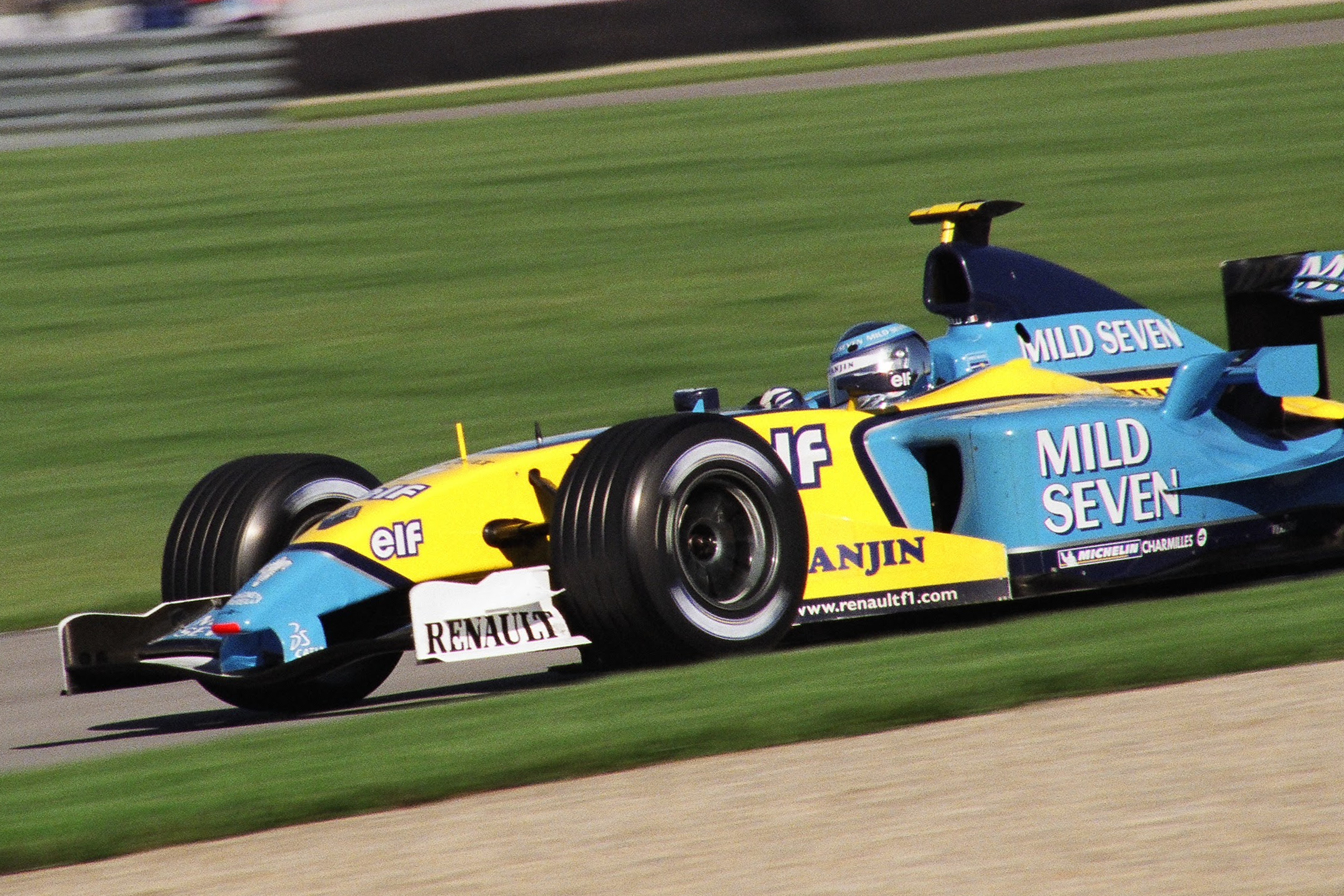
یارنو ترولی driving for the Renault Formula One team at Indianapolis in.

## رنو درسال ۱۹۸۲
رنو آلن پروست را برای رانندگی در تیم جذب کرد.

## رنو در سال ۱۹۸۳
آلن پروست در چهار مسابقه به پیروزی دست یافت و تیم رنو به مقام دوم قهرمانی سازندگان رسید.

## رنو درسال ۱۹۸۵
رنو به عنوان یک تیم سازنده از مسابقه‌های کناره‌گیری کرد، اما همچنان موتورهای تیم لوتوس را تأمین می‌کرد.

## رنو درسال ۱۹۸۶
رنو به‌طور کامل از مسابقه‌های فرمول یک جهان کناره‌گیری کرد.

## رنو در سال ۱۹۸۹
رنو در جایگاه تأمین‌کننده موتور مسابقه‌ها، با تیم ویلیامز به مسابقات بازگشت.

## رنو در در سال‌های ۱۹۹۷-۱۹۹۲
موتورهای رنو بر سرنوشت قهرمانی در نیمه سال‌های ۱۹۹۰ تسلط داشتند. در فاصله سال‌های ۱۹۹۲ تا ۱۹۹۷، تیم‌های ویلیامز و بنتون و سپس تمامی سازندگان حاضر در مسابقه‌های قهرمانی از موتورهای رنو استفاده می‌کردند.

## رنو در سال ۱۹۹۶
رنو پس از موفقیت در تأمین موتورهای مسابقه تصمیم گرفت تا دوباره از مسابقه‌های کنار بکشد. هر چند که شرکت رنو مذاکره‌هایی را برای خریداری یک تیم حاضر آغاز کرده بود.

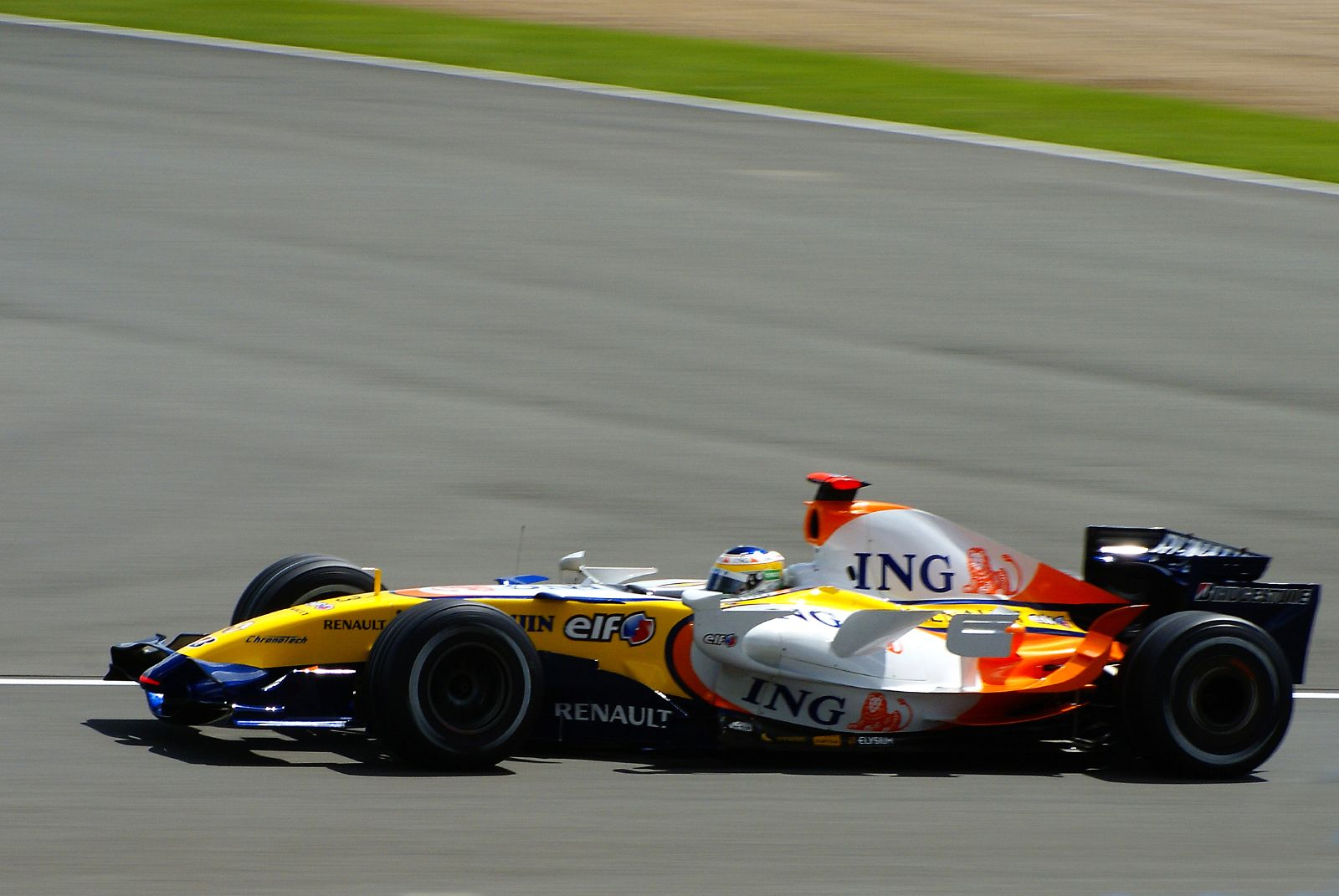
جانکارلو فیزیکلا driving for the team at the ۲۰۰۷ British Grand Prix.

## رنو درسال ۲۰۰۰
تیم بنتون اعلام کرد از سال ۲۰۰۲ به‌طور رسمی جایگاه فعالیت گروه رنو خواهد بود.

## رنو درسال ۲۰۰۲
رنو این فصل را پر قدرت شروع کرد و با کسب امتیازهای لازم موفق شد مقام چهارم قهرمانی سازندگان را از آن خود کند.

## رنو درسال ۲۰۰۳
تیم رنو برای سه تیم بزرگ این مسابقه‌ها، تبدیل به تهدیدی جدی شد. فرناندو آلونسو موفق شد تا مکان برتر دو رده بندی را از آن خود کند و مسابقه گراندپری مجارستان را نیز با مقام اول به پایان برساند. رنو در این فصل، مقام چهارم قهرمانی سازندگان را از آن خود کرد.

## رنو در سال ۲۰۰۴
تیم رنو با ژارنو ترولی در مسابقه گراندپری موناکو به پیروزی رسید، اما پس از نمایش‌های ناموفق این راننده ایتالیایی و زمانی که تنها سه مسابقه تا پایان فصل باقی بود، رنو به همکاری خود با ترولی پایان داد و ژاک ویلنوو را جانشین وی کرد. اما این تدابیر هم مانع از پیش افتادن BAR برای کسب مقام دوم قهرمانی نشد.

## رنو درسال ۲۰۰۵
تیم رنو در آغاز مسابقه‌ها، تسلط کاملی بر شرایط داشت و در پی کسب هر دو عنوان قهرمانی بود، هر چند تیم مک لارن در مسابقه‌های آخر از آهنگ حرکت برتری برخوردار بود. فرناندو آلونسو به عنوان جوانترین قهرمان تاریخ مسابقه‌های فرمول یک، جام پیروزی را در دستان خود بالا برد و رنو نیز به عنوان اولین سازنده بزرگ خودرو، موفق شد بالاترین افتخار قهرمانی سازندگان را از آن خود کند.

## رنو درسال ۲۰۰۶
تیم رنو از نه مسابقه اول، در هفت مسابقه به پیروزی رسید، اما در نیمه دوم فصل و پس از آن که سیستم بحث انگیز لرزه گیر غیرقانونی اعلام شد، تیم فراری از رنو پیش افتاد. با این همه رنو موفق شد تا هر دو مقام قهرمانی را در رده رانندگان و سازندگان برای خود حفظ نماید. فرناندو آلونسو در پایان فصل تیم را ترک گفت و به مک لارن پیوست.

## رنو در سال ۲۰۰۷
عزیمت فرناندو آلونسو با افول ستاره اقبال تیم همراه شد و رنو با کسب نهایی ۱۵۰ امتیاز، مقام سوم را از آن خود کرد که در مقایسه با سال ۲۰۰۶، نتیجه ضعیفی بود. کوالاینن تازه‌کار که شروعی شکننده را پشت سر گذارده بود، موفق شد فیزیکلا کهنه کار را در سایه خود قرار دهد و تنها حضور تیم بر سکوی پایانی را در ژاپن مرهون خود سازد.

## رنو در سال ۲۰۰۸
فرناندو آلونسو به تیم بازگشت تا در کنار نلسون پیکه تازه‌کار قرار گیرد. وی موفق شد با پیروزی‌های پیاپی در سنگاپور و ژاپن، اتومبیل کم فروغ R۲۸ را به مهره پیروزی تبدیل کند و تیم رنو را با کسب ۸۰ امتیاز، به مکان چهارم رده‌بندی قهرمانی برساند.

## رنو در سال ۲۰۰۹
عدم موفقیت در حفظ شرایط سال ۲۰۰۸. حتی آلونسو نیز به سختی می‌توانست نتایج پرقدرت خود را در روزهای رده‌بندی به امتیاز تبدیل نماید. پیکه در ماه اوت کنار گذاشته شد و جای خود را به گروژان، راننده سوم تیم داد. فلاویو بریاتوره و پت سایموندز به دلیل تبانی با پیکه در تصادف عمدی مسابقه گراندپری سنگاپور در سال ۲۰۰۸ تیم را ترک کردند.

## رنو در سال ۲۰۱۰
اتومبیل مسابقه آر۳۰ بعد از آزمایش‌های یکدست و موفقیت‌آمیز پیش از فصل، به سرعت تبدیل به یکی از مدافعان پیروزی در دستان رابرت کوبیکا شد. هم تیمی وی، ویتالی پتروف، اولین راننده روس مسابقه‌های فرمول یک، نمایش‌های پرهیجانی را در مسابقه‌های اول به اجرا گذاشت، اما فاقد سرعت و ثبات کوبیکا بود. تیم در نهایت موفق به کسب مقام پنجم شد.

## رنو در سال ۲۰۱۱
رنو آخرین سهام خود را در تیم به شرکت سرمایه‌گذاری جنی فروخته‌است، اما به ساخت و تأمین موتور مسابقه و پشتیبانی فنی ادامه می‌دهد. گروه لوتوس اینک حامی عنوان تیم می‌باشد. رابرت کوبیکا، ستاره رانندگی بعد از سانحه در مسابقه رالی، شروع این فصل را از دست داده و نیک هایفلد، راننده کهنه کار فرمول یک جای او را گرفته‌است.

## رنو در سال ۲۰۱۶
پس از بدهی های زیاد تیم فرمول یک لوتوس این تیم تصمیم گرفت تیم را به شرکتی که این تیم را از او خریده بفروشد و اولین رانندگان رنو بعد از بازگشت کوین مگنوسن و جولین پالمر بودند .اما بازگشت این تیم باشکوه نبود و آنها در جدول سازندگان نهم شدند

## رنو در سال ۲۰۱۷
مگنوسن راننده نروژی این تیم تصمیم گرفت به تیم هاس بپیوندد و این بدان معنا بود که نیکو هالکنبرگ جای پالمر را نخواهد گرفت اما در مسابقات پایانی فصل پالمر به خاطر نتایج ضعیف اخراج شد و از تیم تورو روسو کارلوس ساینز را به صورت قرضی خریداری کردند رنو در این فصل توانست ششم شود

## رنو در سال ۲۰۱۸
در اغاز این فصل این تیم قرار داد کارلوس ساینز را دائمی کرد رنو توانست با نمایشی خوب فصل را در رده چهارم تمام کند که بهترین رده بعد از بازگشت این تیم به فرمول یک است

## رنو در سال ۲۰۱۹
رنو اعلام کرد که از بازگشت به فرمول یک در شیب سعودی است در سال اول نهم سال دوم ششم و سال سوم چهارم شده ایم و گفتند امسال هدفمان سومی است و برای تحقق این هدف این تیم یک راننده سطح اول به نام دنیل ریکاردو قرار داد دو ساله بست و کارلوس ساینز به تیم مکلارن پیوست اما این تیم پنجم شد و دنیل ریکاردو اعلام کرد که این نتیجه ای نبود که تیم به من قول داده بود تیم در پایان فصل قرارداد هولکنبرگ را تمدید نمی کرد

## رنو در سال ۲۰۲۰
رنو در این فصل با استبان اوکون قرار داد بست تا همتیمی دنیل ریکاردو شود .دنیل ریکاردو در گرندپری ایفل توانست در رده سوم بایستد و و بعد از گرندپری مالزی ۲۰۱۱ رنو توانست به روی سکو برود وی همچنین در گرندپری ایمیلیا همین رتبه را کسب کرد و همتیمی او یعنی استبان اوکون در گرندپری صخیر رتبه دوم را گرفت این فصل رنو با ۲۱ امتیاز نسبت به تیم سوم یعنی مکلارن ، پنجم شد. رنو در میانه فصل اعلام کرد که در سال اینده نام تیم به الپاین تغییر می کند.